# 1953 en Suisse
Chronologie de la Suisse
- 1949
- 1950
- 1951
- 1952
- 1953
- 1954
- 1955
- 1956
- 1957

Chronologie de la Suisse
1952 en Suisse - 1953 en Suisse - 1954 en Suisse

## Gouvernement au1erjanvier 1953
- Conseil fédéral[1]:
  - Philipp Etter PDC, président de la Confédération
  - Rodolphe Rubattel PRD, vice-président de la Confédération
  - Karl Kobelt PRD
  - Markus Feldmann UDC
  - Max Weber PSS
  - Josef Escher PDC
  - Max Petitpierre PRD

## Évènements

### Janvier
Lundi 26 janvier 
- Décès à Fribourg (Suisse), à l’âge de 50 ans, du compositeur Georges Aeby.

 Dimanche 25 janvier 
- Elections cantonales en Argovie. Rudolf Siegrist (PSS), Ernst Bachmann (PRD), Kurt Kim (PRD), Paul Hausherr (PDC) et  Ernst Schwarz (PSS) sont élus au Conseil d’Etat lors du 1er tour de scrutin.

 Mardi 27 janvier 
- Le Comité central de la Société suisse de radiodiffusion nomme Edouard Haas au poste de chef des programmes du service expérimental de télévision à Zurich.

 Samedi 31 janvier 
- Le Zurichois Felix Endrich, champion olympique de bob à deux, se tue lors d'un entraînement aux championnats du monde de Garmisch-Partenkirchen (Allemagne).

### Février
Mercredi 11 février 
- Début des Championnats du monde de patinage artistique à Davos (GR).

 Mardi 17 février 
- Le gouvernement de Bâle-Campagne propose au parlement d’inscrire dans la loi électorale une disposition permettant d’introduire le suffrage féminin.

 Mercredi 18 février 
- Décès à Sion, à l’âge de 82 ans, du compositeur Charles Haenni.

 Dimanche 22 février 
- Pour la troisième fois de son histoire, le HC Arosa devient champion de Suisse de Hockey sur glace.

 Mercredi 25 février 
- Établissement d’une convention entre la Suisse et la France à propos de la détermination de la frontière sur le Lac Léman.

 Vendredi 27 février 
- Le pilote des glaciers Hermann Geiger effectue son premier sauvetage au Mont Rose.

### Mars
Dimanche 1er mars 
- Elections cantonales en Valais.
Karl Anthamatten (1897 - 1957) (PDC), Marcel Gard (PRD), Oskar Schnyder (PDC), Marcel Gross (PDC) et Marius Lampert (PDC) sont élus au Conseil d’Etat lors du 1er tour de scrutin.

 Jeudi 5 mars 
- Ouverture du théâtre des Faux-Nez à Lausanne, avec un tour de chant de Jean Villard (dit Gilles).

 Samedi 7 mars 
- Début des Championnats du monde de hockey sur glace à Bâle.

 Dimanche 8 mars 
- Elections cantonales à Bâle-Ville. Alfred Schaller (PRD), Edwin Zweifel (PRD), Peter Zschokke (PLS), Fritz Ebi (PSS), Hans Peter Tschudi (PSS), Carl Peter (PDC) et Fritz Brechbühl (PSS) sont élus au Conseil d’Etat lors du 1er tour de scrutin.

 Dimanche 15 mars 
- Décès à Versoix (GE), à l’âge de 75 ans, de l’industriel Marc Birkigt, fondateur de la société Hispano Suiza.

 Mercredi 18 mars 
- Décès à Bâle, à l’âge de 79 ans, du chimiste Emil Christoph Barell, ayant participé au développement international de Hoffmann-La Roche[réf. nécessaire].

 Samedi 28 mars 
- Décès à Vevey (Vaud), à l’âge de 85 ans, d’Emile Gétaz, ancien rédacteur et directeur de la Feuille d’avis de Vevey et du Messager boiteux.

 Mardi 31 mars 
- Décès à Villars-sur-Glâne (Fribourg), à l’âge de 86 ans, de Victor Buchs, entrepreneur et homme politique.

### Avril
Lundi 7 avril 
- Inauguration du barrage franco-suisse du Châtelot, sur le Doubs.

 Mardi 14 avril 
- Manifestations de célébration du 150e anniversaire de l’entrée du canton de Vaud dans la Confédération.

 Dimanche 19 avril 
- Votations fédérales. Le peuple rejette, par 466 431 non (63,5 %) contre 267 659 oui (36,5 %), la révision de la loi fédérale sur le service des postes.
- Elections cantonales à Neuchâtel. Pierre-Auguste Leuba (PRD), Edmond Guinand (PPN), Jean-Louis Barrelet (PRD) et Gaston Clottu (PLS) sont élus au Conseil d’État lors du 1er tour de scrutin. André Sandoz (PSS), en ballottage à l’issue du 1er tour, est élu tacitement.

 Samedi 25 avril 
- Décès à Berne, à l’âge de 51 ans, du photographe Paul Senn.
- Vernissage de l’exposition Georges Braque, à la Kunsthalle de Berne.

### Mai
Dimanche 3 mai 
- Ouverture à Vennes (Vaud), par Monique et Claude Pahud, du Centre de formation pour l'enfance inadaptée, première école du genre en Suisse romande.

 Vendredi 8 mai 
- Décès à Zurich, à l’âge de 43 ans, du photographe Hugo Herdeg.

 Jeudi 21 mai 
- Inauguration de la gare aux marchandises de Lausanne-Sébeillon.

 Dimanche 24 mai 
- A Bellinzone, festivités du 150e anniversaire du canton du Tessin.

 Samedi 30 mai 
- A Coire, festivités du 150e anniversaire du canton des Grisons.

### Juin
Lundi 1er juin 
- Premières émissions expérimentales de télévision à partir de l’émetteur de l’Uetliberg, à Zurich.

 Jeudi 11 juin 
- Début des festivités marquant le centenaire de l’École polytechnique de l'Université de Lausanne.

 Dimanche 14 juin 
- Le FC Bâle s’adjuge, pour la première fois de son histoire, le titre de champion de Suisse de football.

 Jeudi 18 juin 
- Décès à Lausanne, à l’âge de 59 ans, du maître verrier Marcel Poncet.

 Dimanche 21 juin 
- Interpellées par les nombreuses victimes des accidents de la circulation, 20 000 personnes manifestent à Dübendorf (ZH) en faveur du Code de la route.

 Samedi 27 juin 
- Le Suisse Hugo Koblet remporte le Tour de Suisse cycliste.

### Juillet
Mercredi 8 juillet 
- Décès à Rougemont (VD), à l’âge de 82 ans, de Louis David Saugy, virtuose du découpage.

 Vendredi 10 juillet 
- Début de la Fête fédérale de musique à Fribourg.

 Lundi 20 juillet 
- Premières émissions expérimentales de télévision à partir du studio aménagé à l'Hôtel Bellerive à Zurich.

### Août
Samedi 1er août 
- Décès à Évian-les-Bains, à l’âge de 77 ans, du médecin Placide Nicod.

 Lundi 3 août 
- Coulée de la première benne de béton du Barrage de la Grande-Dixence (VS), en présence de l'évêque de Sion qui bénit le chantier.

 Vendredi 7 août 
- 4 000 paysans manifestent leur colère à Saxon (VS) en bloquant les routes et la gare, et en boutant le feu à des wagons ; cette action fait suite à la pléthore d'abricots et à l'ouverture des frontières aux fruits importés.

 Samedi 8 août 
- Vernissage, à l’Hôtel-de-ville d’Yverdon-les-Bains (VD), de l’exposition Auguste Rodin.

 Mardi 11 août 
- Inauguration de la voie ferrée Sembrancher-Le Châble, par la Compagnie du Martigny - Orsières (MO).

 Samedi 29 août 
- Festivités d’inauguration de l’Aéroport de Zurich-Kloten.
- Diffusion du premier téléjournal par la Télévision suisse alémanique.
- Début du tournoi d’échec des candidats à Zurich.

 Dimanche 30 août 
- Le cycliste italien Fausto Coppi remporte à Lugano (TI) le Championnat du monde sur route.

### Septembre
Mardi 1er septembre 
- Le Gouvernement de Bâle-Ville élit la première juge pénale de Suisse en la personne de la juriste Hilde Vérène Borsinger.

 Mercredi 2 septembre 
- Début des VIIIe Rencontres internationales de Genève, consacrées à L'angoisse du temps présent et les devoirs de l'esprit.

 Samedi 5 septembre 
- Début des festivités du 150e anniversaire du canton de Thurgovie.

 Mardi 8 septembre 
- Décès à Herisau (AR), à l’âge de 78 ans, de l’ancien conseiller fédéral Johannes Baumann.

 Samedi 12 septembre 
- Ouverture du XXXIVe Comptoir suisse à Lausanne. Le Brésil en est l’hôte d’honneur.

 Jeudi 17 septembre 
- Décès à Zurich, à l’âge de 80 ans, du germanophile Emil Ermatinger.

 Vendredi 18 septembre 
- Inauguration du nouvel hôpital de Zurich. Les travaux ont coûté 30 millions de francs.

 Mardi 29 septembre 
- Décès à Zurich, à l’âge de 67 ans, de l’auteur de livres pour enfants et de récits éducatifs pour la jeunesse Ernst Eschmann.

 Mercredi 30 septembre 
- Au moyen de son troisième bathyscaphe, baptisé Trieste, le professeur Auguste Piccard atteint une profondeur record de 3 150 mètres, dans la baie de Naples.

### Octobre
Jeudi 1er octobre 
- Mise en service d’un service de gyrobus entre Yverdon et Grandson (VD).

 Jeudi 22 octobre 
- Décès à Zurich, à l’âge de 83 ans, de l’ancien conseiller fédéral Albert Meyer.

 Vendredi 23 octobre 
- Décès à Lausanne, à l’âge de 83 ans, du géologue Maurice Lugeon, expert de la construction de barrages.

### Novembre
Mardi 3 novembre 
- Décès à Flüelen (UR), à l’âge de 57 ans, du dessinateur et illustrateur Heinrich Danioth.

 Mercredi 4 novembre 
- Mise en eau de l’usine hydro-électrique du Châtelot, sur le Doubs (NE).

 Lundi 23 novembre 
- Inauguration officielle du studio de télévision de Bellerive à Zurich.

 Mercredi 25 novembre 
- Inauguration des nouvelles policliniques universitaires de Genève.

### Décembre
Dimanche 6 décembre 
- Votations fédérales. Le peuple rejette, par 488 232 non (58,0 %) contre 354 149 oui (42,0 %), l’arrêté fédéral instituant de nouvelles dispositions constitutionnelles sur le régime financier de la Confédération.
- Votations fédérales. Le peuple approuve, par 671 565 oui (81,3 %) contre 154 234 non (18,7 %), l’introduction dans la constitution d’un article sur la protection des eaux contre la pollution.

 Lundi 7 décembre 
- Après le rejet par le peuple des nouvelles dispositions constitutionnelles sur le régime financier de la Confédération, le conseiller fédéral Max Weber (PSS) annonce sa démission.

 Dimanche 13 décembre 
- Décès à Lausanne, à l’âge de 67 ans, du médecin et militant anarchiste Maurice Jeanneret-Minkine.

 Samedi 19 décembre 
- Un Convair 240 de la compagnie belge Sabena s'écrase à l’Aéroport de Zurich-Kloten. L’accident cause la mort de deux passagers.

 Mardi 22 décembre 
- Hans Streuli (PRD) est élu au Conseil fédéral pour succéder à Max Weber (PSS). Le Parti socialiste suisse se retrouve dans l'opposition.